# درام روان‌شناختی

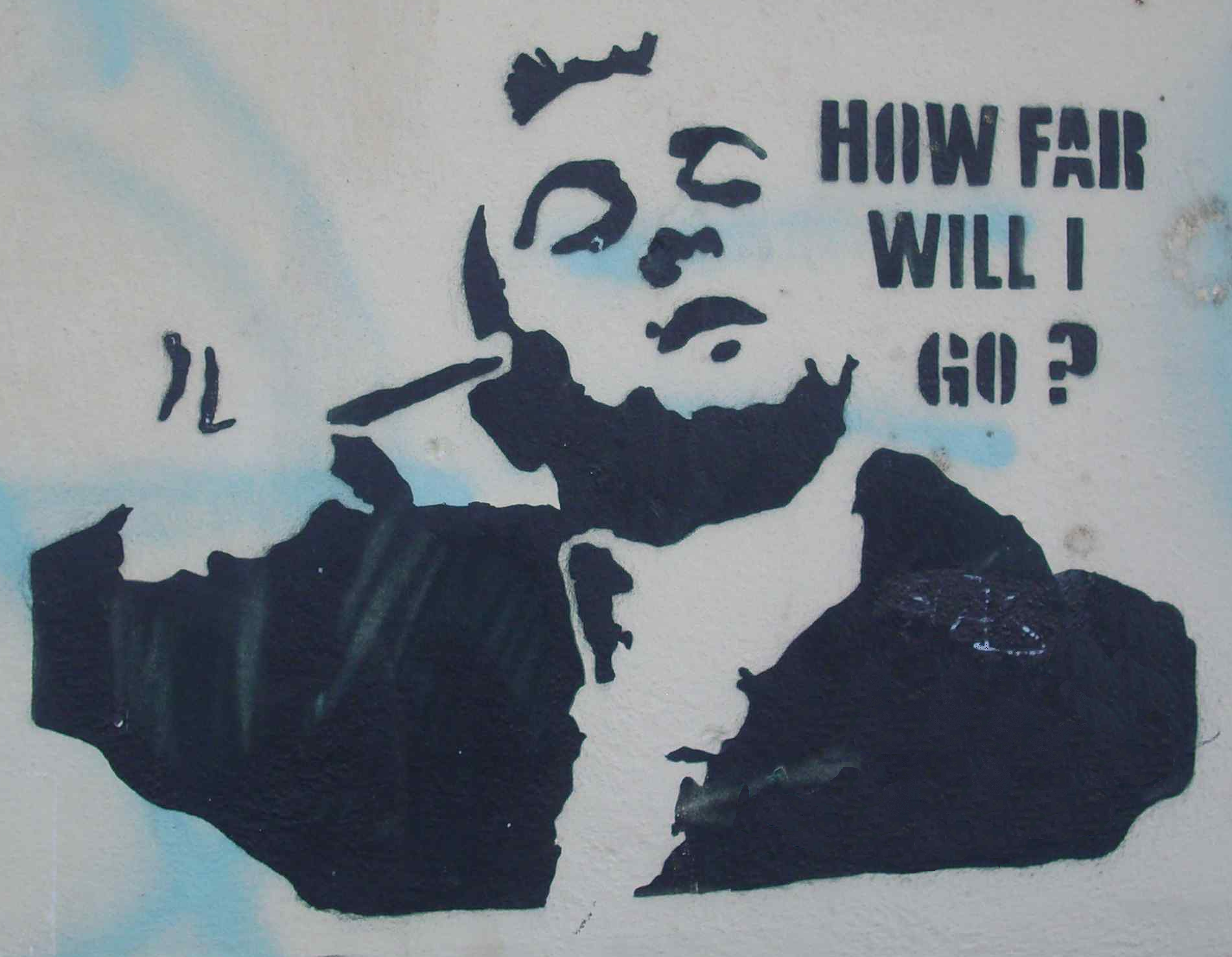
شابلون تراویس بیکل (راننده تاکسی) در رگنسبورگ، آلمان

درام روان‌شناختی (به انگلیسی: Psychological drama) زیرژانری از درام است که روی عناصر روان‌شناختی تأکید می‌کند.